# Nabídka

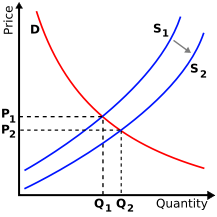
Posun křivky nabídky (S, modrá), který způsobuje pokles ceny a zvýšení objemu zboží na trhu. Toto je způsobeno posunem optima (E) po křivce poptávky.

Nabídka (značí se S, z anglického supply) je ekonomický pojem vyjadřující objem výstupu výroby, který chce vyrábějící subjekt na trhu prodat za určitou cenu. Rozlišujeme elastickou (pružnou) nabídku a neelastickou nabídku. Zákon rostoucí nabídky vysvětluje, že s rostoucí cenou roste nabízené množství tržních výstupů, toto platí i naopak. Toto se vysvětluje tím, že vysoké ceny zboží jsou pro nové a další výrobce stimulem, toto znamená, že vyšší výroba přinese vyšší zisk.

## Typy nabídky
- Agregátní – souhrn všech zamýšlených prodejů, se kterými přicházejí výrobci na trh, cenu určuje trh,
- individuální – nabídka jednoho výrobce, je určena objemem výroby tohoto jednotlivého výrobce a cenou jeho zboží,
- dílčí (tržní) – představující součet individuálních nabídek jednotlivých firem na určitém trhu, pouze jednoho druhu zboží
- Finanční kotace – tržní údaje týkající se cenného papíru nebo komodity
- Prodejní nabídka – nabídková cena zboží nebo služeb na míru

### Prodejní nabídka
Prodejní nabídka umožňuje potenciálnímu kupci vidět náklady, které budou spojeny s požadovanou prací. Mnoho podniků poskytuje služby, které nemohou mít předem stanovenou cenu, protože související náklady se mohou lišit. Například použité materiály a potřebná pracnost se mohou lišit v závislosti na individuálních potřebách zákazníka. Někdy je důležité i hledisko časové nebo kapacitní. Proto je běžnou praxí, že takové společnosti poskytují potenciálnímu zákazníkovi odhad ceny (cenotvorba). Cenová nabídka pomáhá potenciálnímu kupci při rozhodování o společnosti nebo službě. Vzhledem k tomu, že kvalita a profesionalita dodavatele se obvykle posuzují společně s cenou, většina společností poskytuje významným potenciálním zákazníkům svá portfolia a příklady předchozí práce.

## Ovlivňující faktory
- Cena daného zboží,
- výrobní náklady, pokles nákladů umožňuje ze stejných zdrojů vyrobit více,
- ceny alternativních výrobků, které může výrobce produkovat se svými výrobními faktory
- počet výrobců či dodavatelů (včetně dovozu),
- specifické faktory – počasí v zemědělství, technické požadavky na výrobky,
- hospodářská politika státu v oblasti zahraničního obchodu,
- očekávání